# Ysjötjärnen (Junsele socken, Ångermanland, 705795-156461)
Ysjötjärnen är en sjö i Sollefteå kommun i Ångermanland och ingår i Ångermanälvens huvudavrinningsområde.